# Salmo visovacensis
Salmo visovacensis és una espècie de peix de la família dels salmònids i de l'ordre dels salmoniformes.

## Hàbitat
Viu en zones d'aigües dolces temperades (44°N-43°N, 15°E-17°E).

## Distribució geogràfica
Es troba a Europa: llac Visova (Dalmàcia).